# Entephria gabalorum
Entephria gabalorum là một loài bướm đêm trong họ Geometridae.